# 윌프레드 사누
윌프레드 사누(프랑스어: Wilfried Sanou, 1984년 3월 16일 ~ )는 부르키나파소의 전 축구 선수이다.